# Нил
Река Нил (арап. النيل an-nīl), у Африци, је једна од две најдуже реке на Земљи. Нил се обично сматра најдужом реком на свету, али да ли је дужи од Амазона у Јужној Америци је још увек предмет доста дебата. Ово је углавном из два разлога: прво, дужина река варира временом (посебно у равницама, где реке често мењају ток), и, друго, тачка од које се мери дужина реке је често дискутабилна. Нил, који је 6.853 км дуг, је међународна река пошто његов слив покрива једанаест земаља, наиме, Танзанију, Уганду, Руанду, Бурунди, Демократску републику Конго, Кенија, Етиопију, Еритреју, Јужни Судан, Судан и Египат. Нил је примарни извор воде у Египту и Судану.
Постоје две велике гране Нила: Бели Нил, од екваторијалне источне Африке, и Плави Нил, из Етиопије. Викторијино језеро у Уганди се обично сматра извором Нила, мада и само језеро има реке које га напајају. Ове реке, значајних величина из осталих афричких великих језера. Најдаља река која чини Нил је Рувиронза, река у Бурундију, која је горња грана реке Кагера. Кагера тече 690 km пре него што се улије у Викторијино језеро.
Када напусти Викторијино језеро, река је позната као Викторијин Нил. Тече даље приближно 500 km кроз Кјога (језеро), док не стигне до Албертовог језера. Кад напусти Албертово језеро, река је позната као Албертов Нил. Затим тече кроз Судан, где постаје познат као Горски Нил (Бар ал Џабал). На ушћу Бар ал Џабала и Бар ел Газала, река постаје позната као Бар ал Абјад, или Бели Нил, због глине која се раствара у води. Одатле, река тече у Картум.
У међувремену, Плави Нил (или Бар ал Азрак) извире из Језера Тана у етиопијским висијама. Плави Нил тече око 1.400 km до Картума, где се Бели и Плави Нил спајају у „Нил“. Последња притока (Атбара) са Нилом спаја на отприлике половине пута до мора.
После спајања Плавог и Белог Нила, једина већа притока је река Атбара која извире у Етиопији северно од језера Тана и дугачка је приближно 800 km. Утиче у Нил 300 km низводно од Картума.
Нил се потом улива у вештачко Насерово језеро, начињено иза Асуанске бране, 270 km унутар Египта од суданске границе. Од 1998, одређени део воде из Језера Насер се дели западно и формира Језера Тошка. Од Језера Насер, главни канал тече на север кроз Египат и у Средоземно море; а споредни канал, Бар Јусеф, се одваја од главног канала низводно од града Асјута, и улива се у Фајум. На утоку Нила у Средоземно море се формира делта Нила. Наносе из Нила струје вуку даље на исток, и ови наноси поспешују риболовне индустрије источног Медитерана, или је то барем био случај до изградње асуанске бране.
Од Рувиронзе до Средоземног мора, Нил је дуг приближно 6850 km. Ако се мери од Викторијиног језера, дужина износи приближно 5584 km. Напаја се са отприлике 2,8 милиона до 3,4 милиона km².
Нил (iteru на староегипатском) је био жила куцавица старе египатске цивилизације, и већина становника и сви египатски градови су живели у долини Нила. И данас Нил храни већину становника Египта, који се иначе налази у негостољубивој Сахари. Река се изливала сваког лета, чинећи околна поља врло плодним. Ток реке је на неколико места узнемирен катарактама, које су одељци где река тече брже, са много малих острва, плитком водом, и стенама, што прави препреке за бродску пловидбу. Прва катаракта, најближа ушћу реке је код Асуана северно од асуанских брана. Северно од Асуана, Нил је позната туристичка дестинација, са крстарицама и традиционалним дрвеним бродовима, фелучама. Осим тога, бројни „плутајући хотели“ - крстарице угошћавају туристе и рутирају између Луксора и Асуана, а заустављају се код Едфуа и Ком Омбоа. Било је могуће пловити овим бродовима све од Каира до Асуана, али је најсевернији део из сигурносних разлога затворен већ више година.
Иако већина Египћана још увек живи у долини Нила, изградња асуанске бране (завршена 1970), која производи струју, је прекинула летње поплаве, и њихово обнављање плодности земљишта.
Градови на Нилу су између осталих Картум, Асуан, Луксор (Теба), и конурбација Гиза–Каиро.
Упркос покушајима Старих Грка и Римљана (који нису успели да продру кроз Суд, мочвару на југу Судана), извор Нила није био познат до 19. века, када је Џон Ханинг Спик први као извор означио Викторијино језеро. Разне раније експедиције од античких времена нису успевале да открију извор, и стога су се појавиле класичне хеленистичке и римске представе реке, као мушког речног бога са главом прекривеном платном.
Постоји више верзија порекла имена Нил. Могуће је да та реч потиче од старе семитске речи Нахал што значи река. Друга верзија је да реч Нил потиче од речи Неилос (Νειλος), грчког имена за Нил, што значи долина. Још једно грчко име за Нил је било Аигиптос (Αιγυπτος), и то је порекло имена Египат.

## Назив
Постоји више верзија порекла имена Нил. Могуће је да та реч потиче од старе семитске речи Nahal што значи река. Друга верзија је да реч Нил ('nIl) долази од речи Neilos (Νειλος), која значи долина. Други грчки назив за Нил био је Aigyptos (Αιγυπτος), он је извор имена Египат.

## Притоке (рукавци)
Нил се формира код Картума, где се спајају две главне изворне реке Бели Нил, који извире у екваторијалној Африци, и Плави (Модри) Нил из Етиопије. Обе реке извиру на западном рубу источноафричког расцепа, који је део Долине велике раселине. Слив Нила захвата око 3254555 km², што је око 10% површине Африке.

### Бели Нил
Викторијино језеро, које се налази између Уганде, Кеније и Танзаније, сматра се извором Нила макар и у само језеро утичу реке знатних величина из осталих великих језера Африке. Истиче се најдаљи одвојак реке Лувиронза у Бурундију која је горња Притока реке Кагера. Кагера тече 690 km пре него досегне Викторијино језеро.
По изласку из Викторијиног језера река се назива Викторијин Нил. Тече даље око 500 km, Кроз језеро Киога, док не досегне Албертово језеро. Након изласка из Албертовог језера река је позната под именом Албертов Нил. Тада отиче у Судан, где постаје позната под именом Бахр ел Џебел. На стецишту Бахр ел Џебела с Бахр ел Газалом, реком која је и сама дуга 720 km, река постаје позната као Бахр ал Абјад, или Бели Нил, по боји глине у њеним водама. Од ове тачке река тече према Картуму.

### Плави Нил
Плави Нил (Бахр ал Азрак у Судану, Абај у Етиопији) извире из језера Тана у Етиопском горју. Плави нил тече око 1 400 km до Картума, где се Плави и Бели Нил спајају и стварају Нил. Већина воде коју Нил носи (око 80-85%) долази из Етиопије, али већи део воде пролази коритом Нила само лети када на Етиопску висораван падају јаке кише. Остатак године велике реке у Етиопији које утичу у Нил носе врло мало воде или су сасвим суве.

### Нил
Након што се Плави и Бели Нил споје, једино још река Атбара знатније доприноси Нилу. Она извире у Етиопији северно од језера Тана и дуга је отприлике 800 km. Спаја се с Нилом око 300 km након Картума, на отприлике пола његовог пута према мору. Од ове тачке према северу Нил се смањује због испаравања.
Нил у Судану посебан је из два разлога: 1) тече преко 6 група слапова, од прве код Асуана до шесте код Сабалоке (северно од Картума); и 2) окреће смер великим делом тока, тече натраг према ЈЗ да би се опет окренуо на север до мора. То је „Велики речни завој Нила“.
Након тога Нил долази до вештачког језера Насер, затвореног Асуанском браном 270 km унутар Египта од суданске границе. Од 1998, одређена се количина воде из језера Насер излила на запад и формирала језера Тошка. Од Насеровог језера главни ток тече на север кроз Египат према Средоземном мору. Један се рубни канал, Бахр Јусуф, одваја од главног тока низводно од града Асјута, и празни у Фајум. Делта Нила, место где се Нил улива у Средоземно море, је епоним свих речних делти света. Богати речни муљ ношен на исток воденим струјама подстицао је риболовну индустрију источног Средоземља, или је барем тако било до изградње Асуанске бране.

## Историја Нила
Нил ( на староегипатском) давао је живот староегипатској цивилизацији, већина становништва и сви градови Египта смештени су уздуж долине Нила северно од Асуана. Нил је био жила куцавица египатске културе од каменог доба. Међутим, Нил је некад текао далеко даље на запад кроз области које су сад познате као Вади Хамим и Вади ел Макар у Либији и утицао је у Залив Сидра. Како се ниво мора повећао на крају задњег леденог доба, ток који је сада северни Нил је преусмерио древни Нил у близини Асјута. Ова промена климе је исто тако довела до креирања садашње Сахарске пустиње, око 3400. п. н. е. Климатске промене су око 8000. п. н. е. исушиле пашњаке Египатских земаља и створиле Сахару. Племена су се природно селила према реци, где се развила седилачка, ратарска привреда, и централизованије друштво.
Кост из Исханга, најстарији откривени доказ египатске мумификације, пронађена је уз један од мањих одвојака реке Нил (близу језера Едвард, у североисточном делу Конга. Старост јој је процењена на 20.000. п. н. е.
Упркос покушајима Грка и Римљана (који који се нису успели пробити даље од Суда, извор Нила остао је неоткривен до 19. века. Тада је Џон Ханинг Спик први препознао Викторијино језеро као извор Нила. Разне су пређашње експедиције још од древних времена пропале у покушају откривања извора реке. Због тога се класичним римским и хеленистичким приказима Нил приказује као мушки бог којему су лице и глава сакривени завесама.
Спик је био део експедиције 1856-1858 коју је водио Ричард Франсис Бертон. Намеравао је да пронађе извор Нила улазећи у Африку из Дар-Ес-Салаама (данашња Танзанија). Бертон је био уверен да је извор језеро Тангањика. Међутим, Спик је био тај који је, оставивши болесног Бертона иза себе, пронашао велику водену површину која је данас позната као Викторијино језеро. Спик се уверио да је баш та водена површина прави извор реке Нил. Спик се вратио са Џејмсом Августом Грантом 1860-1863, наставио истраживања око Викторијиног језера и пратио Нил на север до Гондокора на јужном рубу Суда.
Експедиција Бели Нил коју је водио Јужноафриканац Хендри Куци, била је прва која је успела да оплови целу дужину Нила. Кренула је с извора Нила у Уганди 1. јануара 2004. и стигли на Средоземље у 4 месеца и 2 недеље касније.
Геолог Пасквале Скатуро и његов партнер, кајакаш и документариста Гордон Браун, су 28. априла 2004. први препловили Плави Нил, од језера Тана у Етиопији до плажа Александрије на Средоземљу. Иако је њихова експедиција укључивала и одређен број других учесника једино су Браун и Скатуро остали у експедицији целим путем.
Нил још увек уздржава велик број Африканаца, као и Египћана, који живе између иначе непогодних подручја Сахаре. Река је плавила сваког лета, остављајући плодно тло на пољима. Речни ток је ометан на неколико места слаповима Нила, који сметају проласку бродова. Суд у Судану такође представља значајну препреку пловности и протоку воде, чак до те мере да је Египат једно вријеме покушавао да прокопа канал (канала Јонгели) да би се побољшао проток воде.
Нил се користио, и још се користи, за транспорт роба то уздуж његовог тока. Посебно зато што зимски ветрови у овом подручју дувају уз реку, бродови су могли да путују узводно користећи једра, а низводно користећи ток реке. Иако већина Египћана још увек живи у долини Нила, изградња Асуанске бране значила је крај поплава и доношења плодног речног муља.
Градови уз Нил укључују Картум, Асуан, Луксор (Тебу), и Гиза–Каиро.

## Поплаве Нила
Годишњи циклус Нила био је изузетно важан у животима древних Египћана. Нил се 'тајанствено' али предвидиво подизао сваког лета и обогаћивао земљу, без кише и у најтоплије доба године. Добра поплава и Египту је било осигурано обиље, слабија поплава или прејака поплава значиле су да ће Египат патити.
Тајна годишњег циклуса плављења - стварала је страхопоштовање и подстицала обожавање, те пажљиво документовање, да би се тачно предвидело кад ће Нил плавити. Исто тако развио се и систем одређивања парцела након повлачења вода. Све то је подстакло стварање првог научног инструмента Нилометра, астрономије, и рудиментарне геодезије. Забринутост старих Египћана, да би поплава могла изостати, била је сасвим оправдана. Изостанак поплава и низак водостај Нила, сматра се разлогом пропасти старог краљевства пре око 4 200 година. Та је забринутост забележена у Библији, где Јосип правилно тумачи да се фараонови снови о 7 година обиља и 7 година сиромаштва односе на добре, па затим лоше поплаве Нила.
У ближој историји 1980-их догодила се суша која је узроковала глад у Етиопији и Судану, али Египат од тог остао поштеђен, због резерви воде у акумулационом језеру Насер.